# Crocidura tansaniana
Crocidura tansaniana là một loài động vật có vú trong họ Chuột chù, bộ Soricomorpha. Loài này được Hutterer mô tả năm 1986.